# Danny De Bie
Danny De Bie, född den 23 januari 1960 i Beerzel, är en belgisk tidigare tävlingscyklist som specialicerade sig på cykelcross, i vilket han blev världsmästare 1989, belgisk mästare tre gånger och totalvinnare av Superprestige 1989/1990. Efter karriären har han forstatt som sportdirektör för olika kontinentallag (sedan 2018 för Tartaletto–Isorex).
Danny De Bies båda bröder, Rudy (född 1955, silvermedaljör vid belgiska cross-mästerskapen 1985) och Eddy (född 1961) var även de tävlingscyklister, liksom den senares båda söner Sean och Mike.

## Meriter – cykelcross

### Professionell/Elit
Världsmästerskap och belgiska mästerskap avhölls i januari/februari. UCI World Cup (instiftad 1993), Superprestige och Trofee veldrijden (instiftad 1987) är serier bestående av deltävlingar som är spridda över cykelcrossens vintersäsong, (oktober/november–februari).
| SäsongTävling         | 1986 1987 | 1987 1988 | 1988 1989 | 1989 1990 | 1990 1991 | 1991 1992 | 1992 1993 | 1993 1994 | 1994 1995 | 1995 1996 | 1996 1997 | 1997 1998 | 1998 1999 | 1999 2000 |
| --------------------- | --------- | --------- | --------- | --------- | --------- | --------- | --------- | --------- | --------- | --------- | --------- | --------- | --------- | --------- |
| Världsmästerskapen    |           | 11        |           | 11        | –         | 10        | –         | 10        | –         | –         | –         | 12        | –         | –         |
| Belgiska mästerskapen | 5         |           |           |           |           |           |           |           | 6         | 5         | 8         | 4         | –         | –         |
| UCI World Cup         | X         | X         | X         | X         | X         | X         | X         |           | 7         | 26        | –         | –         | –         | –         |
| Superprestige         | 16        | 14        | 5         |           |           |           |           | 12        | 13        | 33        | 14        | 6         | 26        | –         |
| Trofee veldrijden     | X         | –         | –         | –         | –         | –         | –         |           | 6         | –         | –         |           | –         | 19        |

X = Ej avhållen
| Meriter – landsväg Professionell/Elit 1988 4:a i Bryssel–Ingooigem 1990 4:a i Omloop van de Westkust 5:a i De Kustpijl 1994 8:a i Schaal Sels | Meriter – mountainbike Elit 1994 3:a i cross country (XCO) vid Belgiska mästerskapen |